# واسیله مورتسون
واسیله مورتسون ( رومانیایی: Vasile Morțun؛ ۳۰ نوامبر ۱۸۶۰ – ۲۰ ژوئیهٔ ۱۹۱۹) سیاست‌مدار نمایش‌نامه‌نویس مترجم نظریه‌پرداز نمایش ارمنی‌تبار اهل رومانی بود. رئیس مجلس نمایندگان و وزیر امور داخلی رومانی بود

## زندگی‌نامه
وی در ۳۰ نوامبر ۱۸۶۰ در رومان به دنیا آمد و از فارغ‌التحصیل گشت. وی همچنین برنده جوایزی همچون شد. وی در در ۲۰ ژوئیهٔ ۱۹۱۹ سن ۵۸ سالگی در Broșteni درگذشت.